# Cry, cry, cry (Neil Young)
Cry, cry, cry is een lied van Neil & The Shocking Pinks. De formatie werd in het leven geroepen door Neil Young die ook het nummer schreef. Ze brachten het in 1983 uit op hun album Everybody's rockin'. Daarnaast verscheen nog een versie op een promo-single.
Het nummer komt uit de periode dat Young zijn werk niet via Reprise uitbracht, maar via Geffen Records. Terwijl hij ervoor vooral folkrock en grunge had uitgebracht, experimenteerde hij in deze tijd met andere muziekstijlen. In dit geval is Cry, cry, cry klassieke rock-'n-roll. De bijbehorende videoclip vertoont klassieke symbolen uit die tijd zoals roze pakken en een Cadillac.
Het ritme van het vrolijke nummer staat in contrast met de inhoud van de songtekst, waarin de zanger zingt dat hij tranen met tuiten huilt.